# Fred Köster
Paul Friedrich „Fred“ Köster (auch Koester; * 30. Dezember 1888 in Köln; † 1. März 1943 in Benninghausen) war ein deutscher Schauspieler.

## Leben
Der gebürtige Kölner spielte zunächst Theater, ehe er als Kleindarsteller zum Stummfilm kam. Aus diesen frühen Jahren seiner Tätigkeit sind viele seiner Neben- bis Kleinstrollen heute nicht mehr dokumentiert. Erst mit dem Aufkommen des Filmnachweises bei der Reichsfilmkammer lassen sich ab 1936 regelmäßige Verpflichtungen feststellen. Darunter befanden sich 1938 die Abenteuerfilme Der Tiger von Eschnapur und Das indische Grabmal von Richard Eichberg mit Frits van Dongen, La Jana, Alexander Golling, Theo Lingen und Gisela Schlüter und in demselben Jahr der Kriminalfilm Mordsache Holm von Erich Engels mit Walter Steinbeck, Harald Paulsen und Hans Leibelt. In dem Historienfilm Das unsterbliche Herz von Veit Harlan mit Kristina Söderbaum,  Heinrich George und Paul Wegener verkörperte Köster die Figur von Kaiser Maximilian von Habsburg. Als letzte Filmarbeit von Fred Köster ist 1942 eine Mitwirkung in Meine Frau Teresa nachweisbar.
Fred Köster war ab 1933 mit der Dänin Johanne Hvilsted verheiratet und hatte mit ihr zwei Söhne. Nach der Scheidung 1938 heiratete er Margarete Petersen. In seinen letzten Lebensjahren litt er an einer offenen Lungentuberkulose und suchte Heilung in verschiedenen Sanatorien. Aufgrund seiner prekären finanziellen Lage wurde er regelmäßig von der NS-Stiftung Künstlerdank unterstützt. Zuletzt war Köster in der Heilanstalt Benninghausen in der Nähe von Lippstadt zwangsasyliert und verstarb dort Anfang März 1943 im Alter von 54 Jahren.

## Filmografie (Auswahl)
- 1924: Mädchen, die man nicht heiratet
- 1936: Mädchenräuber
- 1936: Der Abenteurer von Paris
- 1936: Glückskinder
- 1936: Die un-erhörte Frau
- 1937: Ball im Metropol
- 1937: Land der Liebe
- 1937: Mein Sohn, der Herr Minister
- 1938: Der Tiger von Eschnapur
- 1938: Das indische Grabmal
- 1938: Wie einst im Mai
- 1938: Mordsache Holm
- 1938: Geheimzeichen LB 17
- 1938: Fracht von Baltimore
- 1938: Tanz auf dem Vulkan
- 1939: Im Namen des Volkes
- 1939: Das unsterbliche Herz
- 1939: Hochzeit mit Hindernissen
- 1939: Robert Koch, der Bekämpfer des Todes
- 1939: Wir tanzen um die Welt
- 1940: Falschmünzer
- 1942: Meine Frau Teresa